# پولک چانه‌ای

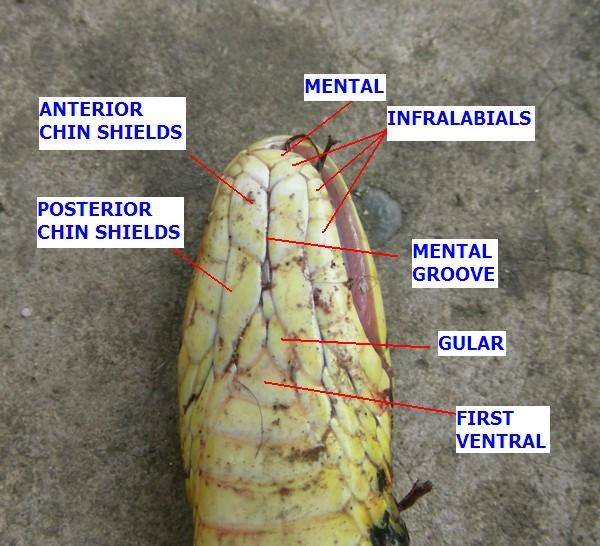
پولک سر مار

پولک چانه‌ای (به انگلیسی: Mental scale) در مارها و دیگر خزندگان پولک‌دار به صفحه میانی در نوک فک پایین اشاره دارد. این یک پولک مثلثی است که مطابق با پولک پوزه‌ای فک بالا است. اشاره به اصطلاح «چانه‌ای» از عصب چانه‌ای می‌آید که به چانه و فک پایین در جانوران می‌پردازد. در مارها، شکل و اندازه این پولک گاهی یکی از ویژگی‌هایی است که برای تمایز گونه‌ها از یکدیگر به کار می‌رود.